# Captura de Chernóbil
La captura de Chernóbil o batalla de Chernóbil fue un enfrentamiento militar acaecido en la Zona de exclusión de Chernóbil entre las Fuerzas Armadas de Rusia y las Fuerzas Armadas de Ucrania, que comenzó el 24 de febrero de 2022 en el marco de la invasión de Ucrania. Las fuerzas rusas lograron tomar el control del área en el día. La actividad resultante condujo a un aumento de 20 veces en los niveles de radiación en el área debido a la alteración del suelo contaminado. El aumento en los niveles de radiación se publicó en un mapa en línea mantenido por una ONG ucraniana, pero los sensores correspondientes en la planta no mostraron ningún aumento.
El 9 de marzo de 2022 se produjo un corte de suministro eléctrico en la propia planta. No se informaron fugas de radiación al 9 de marzo de 2022. Sin embargo, las autoridades ucranianas informaron que existía el riesgo de una fuga de radiación debido a que el refrigerante del combustible gastado no podía circular correctamente.
El 31 de marzo de 2022, las fuerzas rusas devolvieron formalmente el control de la planta a sus empleados y la mayoría de las fuerzas de ocupación se retiraron. El personal de la Guardia Nacional de Ucrania fue trasladado a Bielorrusia como prisioneros de guerra. El 2 de abril de 2022, los medios ucranianos informaron que se izó la bandera de Ucrania en la planta.
El operador de Chernobyl, Energoatom , afirmó que las tropas rusas habían cavado trincheras en la parte más contaminada de la zona de exclusión de Chernobyl , recibiendo "dosis significativas" de radiación. BBC News dio informes no confirmados de que algunos estaban siendo tratados en Bielorrusia.
Durante el desastre de Chernóbil en 1986, se liberaron grandes cantidades de material radiactivo en el entorno circundante. Las autoridades de la Unión Soviética evacuaron el área y establecieron una zona de un radio de 30 kilómetros en torno a la central nuclear de Chernóbil. Tras la Disolución de la Unión Soviética, esta zona pasó a formar parte de la jurisdicción de la recién independizada Ucrania y fue gestionada desde entonces por el Servicio Estatal de Emergencia de Ucrania.

## Antecedentes: Zona de exclusión de Chernóbil

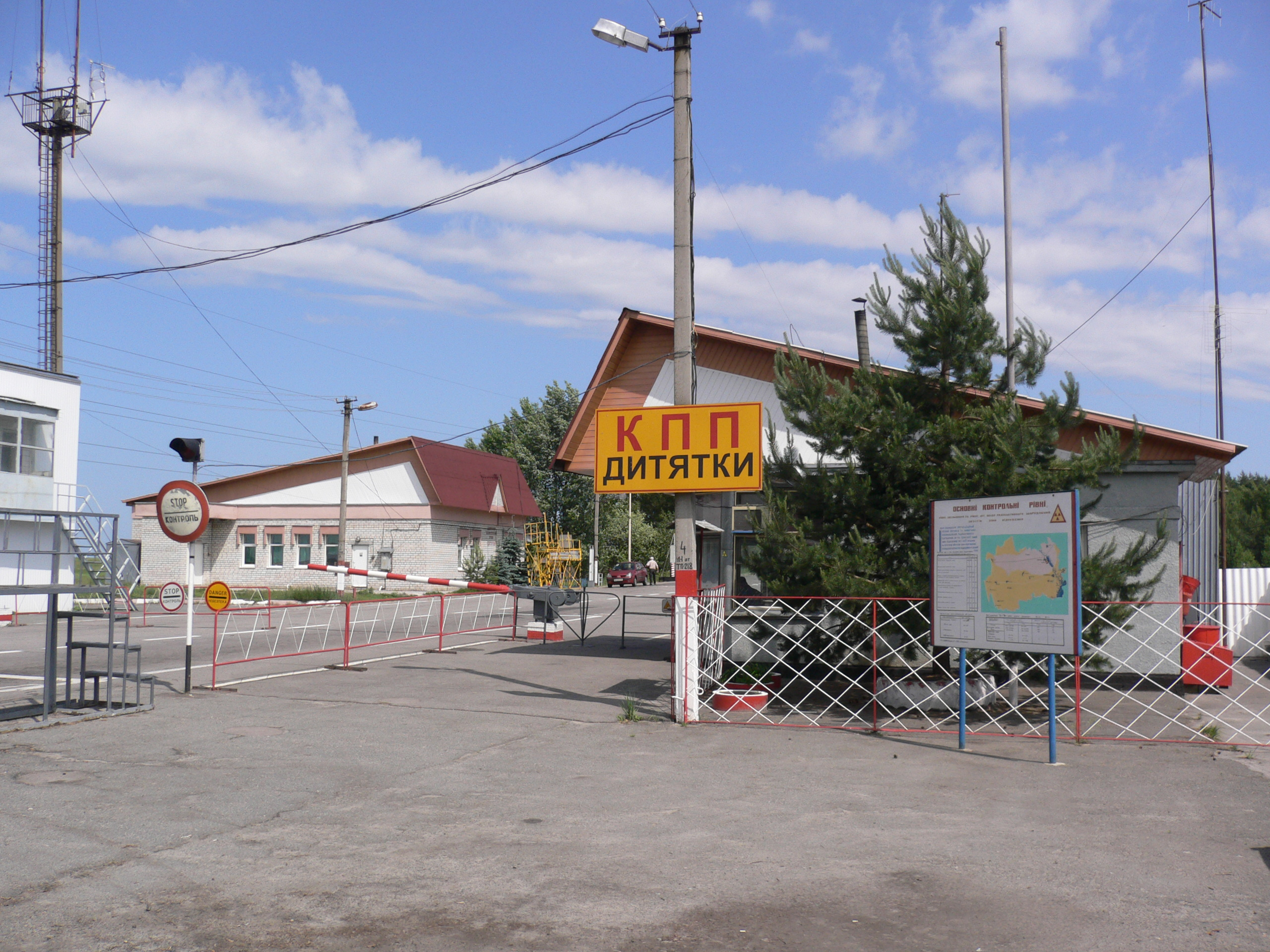
Un puesto de control de seguridad en la Zona de Exclusión de Chernóbil, año 2010.

La Zona fue establecida rápidamente tras el Accidente de Chernóbil en 1986, para evacuar a la población local y para evitar que la gente entrara en la zona contaminada. El área junto al lugar del desastre fue dividida en 4 zonas concéntricas, de las cuales la cuarta (la más cercana, en un radio de 30 km) es la más peligrosa.
El territorio de la zona está fuertemente contaminado con radiactividad. Puntos con contaminación extremadamente alta fueron creados no solo por el viento que transportó polvo radiactivo en el momento del accidente, sino también por numerosos enterramientos de materiales y equipamiento contaminados. Las autoridades de la zona ponen mucha atención en proteger esos puntos de los turistas, recogedores de chatarra e incendios forestales, pero admiten que algunos enterramientos continúan sin ser localizados y conocidos solo por las recopilaciones de los "liquidadores".
Cualquier actividad residencial, civil o de negocios en la zona está legalmente prohibida y es punible. La única excepción oficialmente reconocida fue el funcionamiento de la central nuclear de Chernóbil hasta el 2000, y las instalaciones científicas relacionadas con los estudios para la seguridad nuclear.
La zona está parcialmente excluida de las leyes civiles. Está controlada por la Administración de la Zona de Alienación, dentro del Ministerio de Emergencias y Asuntos de Protección a la Población de las Consecuencias de la Catástrofe de Chernóbil. El territorio de la zona está patrullado por unidades especiales del MVS y (a lo largo de la frontera) el Servicio de Guardas Fronterizos de Ucrania.

## Batalla
En la tarde del 24 de febrero, el primer día de la invasión rusa a Ucrania, el gobierno ucraniano anunció que las fuerzas rusas habían lanzado un ataque para capturar la Zona de Exclusión de Chernóbil. Al final del día, el gobierno ucraniano anunció además que las fuerzas rusas habían capturado las ciudades de Chernóbil y Prípiat, Se informó que los bombardeos de artillería alcanzaron lugares de almacenamiento de desechos radiactivos y supuestamente se observó un aumento de la radiactividad.
Tras la captura rusa de la zona de exclusión, el gobierno estadounidense afirmó tener acceso a «informes creíbles de que los soldados rusos actualmente tienen como rehenes al personal de las instalaciones de Chernóbil.»

## Reacciones
El presidente ucraniano, Volodímir Zelenski, calificó el ataque como una "declaración de guerra contra toda Europa".
Mykhailo Podoliak, asesor del jefe de la Oficina del Presidente de Ucrania, fue citado diciendo: "Se desconoce el estado de la antigua planta de energía nuclear de Chernóbil, el confinamiento y las instalaciones de almacenamiento de desechos nucleares". Sin embargo, la Agencia Internacional de Energía Atómica afirmó que «no hubo víctimas ni destrucción en el sitio industrial» y que era «de vital importancia que las operaciones seguras y protegidas de las instalaciones nucleares en esa zona no se vean afectadas o interrumpidas de ninguna manera».

## Análisis
En el gran esquema de la ofensiva hacia Kiev, la captura de la Zona de Exclusión puede interpretarse como un paso intermedio en el avance ruso en dirección a la capital. Ben Hodges, excomandante general del Ejército de los Estados Unidos en Europa, afirmó que la zona de exclusión era importante «[...] por el lugar en el que se encuentra... Si las fuerzas rusas estaban atacando Kiev desde el norte, Chernóbil está ahí en el camino». La exsubsecretaria adjunta estadounidense de Defensa para Rusia, Ucrania y Eurasia, Evelyn Farkas, dijo que las fuerzas rusas «quieren rodear la capital» y que «ciertamente no quieren material nuclear suelto flotando» en caso de una insurgencia ucraniana.
La Zona de Exclusión es importante para contener las consecuencias del desastre nuclear de Chernóbil de 1986; como tal, el asesor de asuntos interiores de Ucrania, Anton Herashchenko, dijo que «si los ataques de artillería de los ocupantes golpean la instalación de almacenamiento de desechos nucleares, el polvo radiactivo puede cubrir los territorios de Ucrania, Bielorrusia y los países de la UE».
Según la BBC, las estaciones de monitoreo registraron un aumento de 20 veces del nivel de radiación, que llegó a los 65 microsievert por hora. Desde la Universidad de Sheffield se sostuvo que este incremento era localizado y se debió en parte a un «aumento del movimiento de personas y vehículos en y alrededor de la zona de Chernóbil [que] ha elevado el polvo radiactivo que está en el suelo.»